# Costus vargasii
Costus vargasii là một loài thực vật có hoa trong họ Costaceae. Loài này được Maas & H.Maas mô tả khoa học đầu tiên năm 1990.